# 경기도안산교육지원청
경기도안산교육지원청(京畿道安山敎育支援廳, Ansan Office of Education)은 경기도 안산시를 관할하는 경기도교육청 산하의 교육지원청이다.
교육장은 장학관으로 보한다.

## 연혁
- 1987년 3월 1일: 1986년 안산시 승격에 따라 광명시 교육청에서 분리되어 안산시 교육청 개청 (관할구역: 안산시, 시흥군)
- 1988년 5월 10일: 청사 준공
- 1989년 1월 1일: 군포시 교육청 분리 (군포시, 의왕시 분리)
- 1991년 3월 26일: 경기도안산교육청으로 명칭 변경
- 2004년 3월 1일: 경기도시흥교육청 분리 (시흥시 분리)
- 2010년 9월 1일: 경기도안산교육지원청으로 명칭 변경

## 산하기관

### 초등학교
단원구
| - 고잔초등학교 - 관산초등학교 - 능길초등학교 - 대남초등학교 - 풍도분교 - 대동초등학교 - 대부초등학교 - 덕성초등학교 | - 덕인초등학교 - 별망초등학교 - 선부초등학교 - 선일초등학교 - 송호초등학교 - 슬기초등학교 - 신길초등학교 | - 안산대월초등학교 - 안산서초등학교 - 안산석수초등학교 - 안산양지초등학교 - 안산원곡초등학교 - 안산중앙초등학교 - 안산진흥초등학교 | - 안산호원초등학교 - 안산화정초등학교 - 와동초등학교 - 원일초등학교 - 정지초등학교 - 초지초등학교 - 화랑초등학교 |

상록구
| - 각골초등학교 - 경수초등학교 - 경일초등학교 - 매화초등학교 - 반월초등학교 - 본오초등학교 - 본원초등학교 | - 삼일초등학교 - 상록초등학교 - 석호초등학교 - 성안초등학교 - 성포초등학교 - 시곡초등학교 - 시랑초등학교 | - 안산광덕초등학교 - 안산부곡초등학교 - 안산창촌초등학교 - 안산청석초등학교 - 안산초등학교 - 안산해양초등학교 | - 이호초등학교 - 정재초등학교 - 초당초등학교 - 팔곡초등학교 - 학현초등학교 - 호동초등학교 |

### 중학교
단원구
| - 관산중학교 - 단원중학교 - 대부중학교 - 별망중학교 | - 석수중학교 - 선부중학교 - 선일중학교 - 송호중학교 | - 신길중학교 - 양지중학교 - 와동중학교 - 원곡중학교 | - 원일중학교 - 중앙중학교 - 초지중학교 |

상록구
| - 경수중학교 - 광덕중학교 - 반월중학교 - 본오중학교 | - 상록중학교 - 석호중학교 - 성안중학교 - 성포중학교 | - 시곡중학교 - 안산부곡중학교 - 안산성호중학교 - 안산중학교 | - 안산해양중학교 - 이호중학교 |

## 같이 보기
- 대한민국 교육부